# Haliclona rectangularis
Haliclona rectangularis är en svampdjursart som först beskrevs av Ridley och Arthur Dendy 1886.  Haliclona rectangularis ingår i släktet Haliclona och familjen Chalinidae. Inga underarter finns listade i Catalogue of Life.